# كيث كامبل (فيلسوف)
كيث كامبل (بالإنجليزية: Keith Campbell)‏ هو فيلسوف أسترالي، ولد في 1938.